# Tomás Gil
Tomas Aurelio Gil Martíez (nascido em 23 de maio de 1977) é um ciclista venezuelano que combina estrada e pista. É atual membro da equipe italiana de UCI Continental Profissional Neri Sottoli. Participou nos Jogos Olímpicos de Londres 2012, competindo na estrada e no contrarrelógio.